# Rosabell Laurenti Sellers
Rosabell Laurenti Sellers (Santa Monica, 27 marzo 1996) è un'attrice italiana.

## Biografia
Nata a Santa Monica nel 1996, seconda dei tre figli di Mary Sellers, attrice statunitense, e del regista italiano Fabrizio Laurenti, possiede doppia cittadinanza ed è bilingue.

## Carriera
Esordisce a teatro nel 2004 a Broadway, all'età di sette anni, quando a lei e al fratello viene assegnata la parte dei figli di Medea nella produzione della compagnia teatrale al teatro La MaMa. Dopo la messa in scena a New York e il tour dello spettacolo in Polonia e Austria, si trasferisce a Roma quello stesso anno con la sua famiglia.
Arrivata in Italia, tra il 2006 e il 2009 prende parte a numerose produzioni per la televisione: le miniserie E poi c'è Filippo, L'amore e la guerra e Coco Chanel; la serie televisiva Medicina generale; i film per la televisione Fuga per la libertà - L'aviatore e Mi ricordo Anna Frank, dove, in quest'ultimo, interpreta il ruolo della protagonista. Nel 2009 debutta al cinema nel film Ex di Fausto Brizzi. Nel 2010 è sul set del film The Whistleblower di Larysa Kondracki, basato su una storia vera, che viene presentato al Toronto International Film Festival quello stesso anno. Tra gli altri attori, Rachel Weisz, Monica Bellucci e Liam Cunningham. Lo stesso anno è nella miniserie TV Paura di amare.
Nel 2012 prende parte alla serie TV Una grande famiglia, nel ruolo di Valentina, e poi arriva su Rai 2 con la serie animata Mia and Me, che alterna sequenze live action a scene realizzate in computer grafica, e dove, oltre che interpretare la protagonista, Rosabelle è anche la voce originale inglese del personaggio animato; in Italia doppia inoltre le sequenze live action nella prima stagione. A giugno 2012 viene annunciata la sua partecipazione al nuovo film di Edoardo Leo, Buongiorno papà, con Raoul Bova: le riprese cominciano a settembre. Intanto, alla 69ª Mostra internazionale d'arte cinematografica di Venezia, viene presentato il film Gli equilibristi di Ivano De Matteo; inoltre, è in Passione sinistra, con Alessandro Preziosi e Valentina Lodovini, liberamente tratto dal romanzo del 2008 di Chiara Gamberale: l'uscita nei cinema avviene nel 2013.
A marzo 2013 torna sul set di Una grande famiglia, sempre nel ruolo di Valentina, per girare la seconda stagione, e a luglio gira altri ventisei episodi di Mia and Me, doppiando questa volta solo in lingua originale, ovvero in inglese, il personaggio animato; inoltre, nel corso dell'anno fonda l'Associazione YAHI  (Young Actors for Humanitarian Involvement), il cui scopo è coinvolgere giovani attori nel volontariato. A novembre è sul set di I nostri ragazzi, con Alessandro Gassmann, Giovanna Mezzogiorno, Luigi Lo Cascio, Barbora Bobuľová e Jacopo Olmo Antinori. A luglio 2014, durante il San Diego Comic-Con International, viene annunciata la sua partecipazione alla quinta stagione de Il Trono di Spade nel ruolo di Tyene Sand, la terza delle figlie bastarde del Principe Oberyn Martell.La sua partecipazione alla nota serie TV, unica italiana nel cast, ottiene una notevole eco mediatica in Italia.
Nel 2022 è apparsa nella serie Willow.

## Filmografia

### Cinema
- Ex, regia di Fausto Brizzi (2009)
- Cocapop, regia di Pasquale Pozzessere (2010)
- The Whistleblower, regia di Larysa Kondracki (2010)
- Femmine contro maschi, regia di Fausto Brizzi (2011)
- Loon Lake, regia di Wanja Sellers (2011)
- This Property Is Condemned, regia di Wanja Sellers – cortometraggio (2011)[20]
- Gli equilibristi, regia di Ivano De Matteo (2012)
- Buongiorno papà, regia di Edoardo Leo (2013)
- Passione sinistra, regia di Marco Ponti (2013)
- I nostri ragazzi, regia di Ivano De Matteo (2014)
- Maraviglioso Boccaccio, regia di Paolo e Vittorio Taviani (2015)
- Trading Paint - Oltre la leggenda, regia di Karzan Kader (2018)
- What About Love, regia di Klaus Menzel (2024)

### Televisione
- A Wheel In Time, regia di Mary Sellers – film TV (1999)
- E poi c'è Filippo, regia di Maurizio Ponzi – miniserie TV (2006)
- L'amore e la guerra, regia di Giacomo Campiotti – miniserie TV (2007)
- Fuga per la libertà - L'aviatore, regia di Carlo Carlei – film TV (2008)
- Coco Chanel, regia di Christian Duguay – miniserie TV (2008)
- Medicina generale – serie TV, episodio 2x01 (2009)
- Mi ricordo Anna Frank, regia di Alberto Negrin – film TV (2009)
- Paura d'amare, regia di Vincenzo Terracciano – miniserie TV (2010)
- Agata e Ulisse, regia di Maurizio Nichetti – film TV (2011)
- Cenerentola, regia di Christian Duguay – miniserie TV (2011)
- Mia and Me – serie TV, 52 episodi (2011-2023)
- Una grande famiglia – serie TV, 14 episodi (2012-2013)
- Il Trono di Spade (Game of Thrones) – serie TV, 9 episodi (2015-2017)
- Spides, regia di Rainer Matsutani – serie TV (2020)
- Willow – serie TV, 3 episodi (2022-2023)
- The Swarm - Il quinto giorno (Der Schwarm) - serie TV (2023)

## Riconoscimenti
- 2010 – Los Angeles Italia Film, Fashion and Art Festival
  - Vinto – Premio Maschera di Pulcinella.
- 2013 – Premio David di Donatello
  - Candidatura – Migliore attrice non protagonista per Gli equilibristi[21].
- 2013 – Tuscia Film Festival
  - Vinto – Premio Pipolo Tuscia Cinema[22].
- 2013 – Nastro d'argento
  - Vinto – Premio Guglielmo Biraghi per Gli equilibristi.
- 2013 – Ciak d'oro
  - Candidatura – Migliore attrice non protagonista per Gli equilibristi e I nostri ragazzi
- 2013 – Festival del Cinema di Bastia
  - Vinto – Premio del pubblico per Gli equilibristi

## Doppiatrici italiane
Oltre a recitare in italiano, nei film di produzione straniera in cui ha recitato la sua voce è stata sostituita da:
- Veronica Puccio in Mi ricordo Anna Frank, Mia and Me, Willow - La serie
- Eva Padoan in The Whistleblower
- Joy Saltarelli in Il Trono di Spade